# Wayi
Wayi er et af de to departementer, som udgør regionen Lac i Tchad.
13°38′34″N 15°22′07″Ø / 13.6428°N 15.3686°Ø